# Abierto Mexicano de Tenis 2004
L'Abierto Mexicano de Tenis 2004, conosciuto anche con il nome di Abierto Mexicano de Tenis Telefonica Movistar 2004 per ragioni di sponsorizzazione, è stato un torneo di tennis giocato sulla terra rossa. È stata l'11ª edizione del torneo maschile facente parte della categoria International Series Gold nell'ambito dell'ATP Tour 2004, e la 4ª del torneo femminile facente parte della categoria Tier III nell'ambito del WTA Tour 2004. Sia il torneo maschile che quello femminile si sono giocati al Fairmont Acapulco Princess di Acapulco in Messico, dal 1º marzo al 7 marzo 2004.

## Campioni

### Singolare maschile
Carlos Moyá ha battuto in finale  Fernando Verdasco, 6–3, 6–0
- Per Moya è stato il suo 2º titolo stagionale e il suo 16º titolo in carriera. È stata anche la sua 2ª vittoria in questo torneo.

### Singolare femminile
Iveta Benešová ha battuto in finale  Flavia Pennetta, 7–6(5), 6–4
° Per Benešová è stato il suo unico titolo stagionale, nonché il suo 1º in carriera.

### Doppio maschile
Bob Bryan /  Mike Bryan hanno battuto in finale  Juan Ignacio Chela /  Nicolás Massú, 6–2, 6–3
- Per Bob Bryan è stato il suo 3º titolo stagionale, nonché il suo 17º titolo in carriera; anche per Mike Bryan è stato il suo 3º titolo in stagione, nonché il suo 19º in carriera.

### Doppio femminile
Lisa McShea /  Milagros Sequera hanno battuto in finale  Olga Vymetálková /  Gabriela Navrátilová, 2–6, 7–6(5), 6–4
- Per McShea è stato il suo 1º titolo stagionale e il suo 2º in carriera; per Sequera è stato il suo 1º titolo stagionale, nonché il suo 1º titolo ottenuto in carriera.